# Idiozetes malgache
Idiozetes malgache – gatunek roztocza z kohorty mechowców i rodziny Eremaeozetidae.
Gatunek ten został opisany w 2010 roku przez Nestora Fernandeza, Régis Clevę i Pietera Therona.
Mechowiec ten ma ciało pokryte grubym cerotegumentem. Powierzchnia prodorsum pokryta jest podłużno-wielokątnym siateczkowaniem, a notogaster pofałdowana. Występują Szczeciny rostralne i lamellarne, natomiast brak interlamellarnych. Wąskie pteromorfy mają spiczaste wierzchołki. Obecnych jest 5 par organów lirowatych i 4 pary sakulusów.
Gatunek znany tylko z Madagaskaru.